# Jesus curando os dois cegos da Galileia

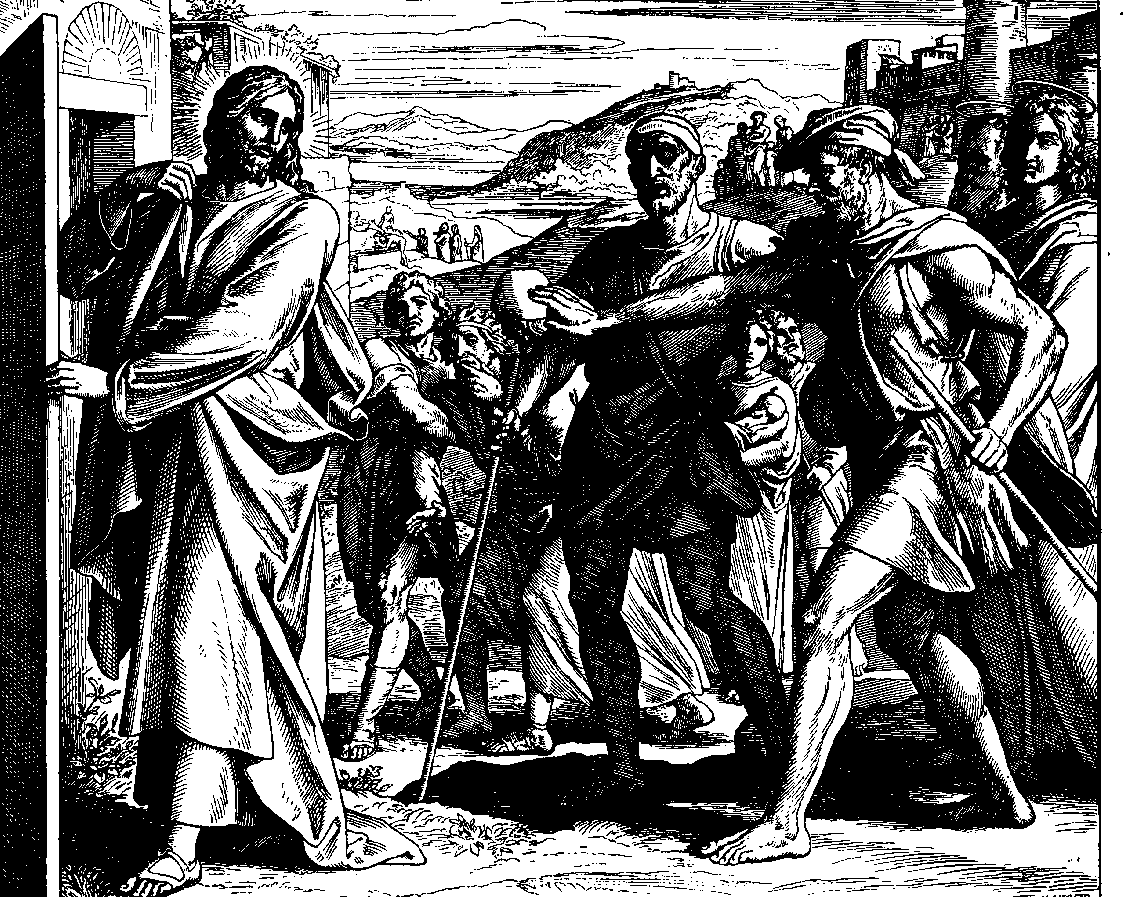
Jesus curando os dois cegos da Galileia
Séc. XIX. Por Julius Schnorr.

Jesus curando os dois cegos na Galileia é um dos milagres de Jesus, citado apenas no Evangelho de Mateus, e que ocorre logo após o evento duplo da ressurreição da filha de Jairo e da cura da mulher com sangramento.

## Narrativa bíblica
De acordo com Mateus 9:27–31, enquanto Jesus prosseguia em sua jornada pela Galileia, após ressuscitar a filha de Jairo, dois cegos o seguiram, clamando: "Tem misericórdia de nós, Filho de Davi!". Ao entrar em casa, os cegos se aproximaram d'Ele, e Jesus perguntou: "Vocês acreditam que eu sou capaz de fazer isso?" Eles responderam: "Sim, Senhor". Então, tocando seus olhos, Jesus disse: "Seja feito conforme a sua fé". Imediatamente, a visão deles foi restaurada. Jesus os advertiu severamente para não contarem a ninguém, mas eles, cheios de gratidão, espalharam a notícia da cura "por toda aquela região".

## Significado
O autor do Evangelho de Mateus introduz o termo “Filho de Davi” para indicar que as curas mostram Jesus como o Messias. 
Isto é confirmado por Cornélio a Lápide, onde ele comenta esta passagem, escrevendo:
| “ | Esses cegos tinham a esperança de recuperar a visão de Cristo, por meio dos muitos e grandes milagres que ouviram ter sido realizados por Ele. Por isso, disseram: Tem misericórdia de nós, tem compaixão da nossa cegueira, que é a maior miséria, e restitui-nos a luz do sol. Cremos que Tu és o Filho de Davi, isto é, o Messias, a quem esta cura da cegueira e de outras doenças foi prometida pelos Profetas. (Is. 35:5; 61:1) Pois o Messias havia sido prometido a Davi como seu Filho, para que Ele fosse gerado de sua posteridade. Por isso, o Messias sempre foi chamado pelos judeus de Filho de Davi. Portanto, esses homens, cujos olhos corporais eram cegos, tinham mentes aguçadas... | ” |